# Покровский сельсовет (Красноярский край)
Покровский сельсовет — сельское поселение в Абанском районе Красноярского края.
Административный центр — село Покровка.

## Население
| 2010 | 2012 | 2013 | 2014 | 2015 | 2016 | 2017 |
| ---- | ---- | ---- | ---- | ---- | ---- | ---- |
| 333  | ↘307 | ↘295 | ↘287 | ↘280 | ↘271 | ↘251 |
| 2018 | 2019 | 2020 | 2021 |      |      |      |
| ↘238 | ↘225 | →225 | ↘222 |      |      |      |

## Состав сельского поселения
| № | Населённый пункт | Тип населённого пункта       | Население |
| - | ---------------- | ---------------------------- | --------- |
| 1 | Быстровка        | деревня                      | ↘55       |
| 2 | Восток           | посёлок                      | ↘88       |
| 3 | Малкас           | деревня                      | ↘98       |
| 4 | Покровка         | село, административный центр | ↘92       |

## Местное самоуправление
Покровский сельский Совет депутатов
Дата избрания: 14.03.2010. Срок полномочий: 5 лет. Количество депутатов: 8
Глава муниципального образования
- Иванова Ирина Николаевна. Дата избрания: 14.03.2010. Срок полномочий: 5 лет